# François de La Place
 (septembre 2020).
Pour les articles homonymes, voir Delaplace.
François Marie Joseph Guislain de La Place, né le 8 décembre 1757 à Arras et mort le 13 décembre 1823 à Paris, est un professeur de lettres français, coauteur des manuels « Noël et Delaplace ».

## Biographie
François de La Place est élève au collège Louis-le-Grand entre 1773 et 1781. Il effectue par la suite des études de théologie jusqu'en 1787. Il devient en 1780 maître de quartier au collège Louis-le-Grand puis y est en 1781 agrégé de seconde. Il est en même temps précepteur des fils du prince Galitzin, charge qu'il poursuit jusqu'en 1790. En 1783, il est reçu à l'agrégation des belles lettres. À partir du 5 octobre 1788, il est professeur de sixième dans ce collège puis en 1789 professeur de troisième. À partir du 7 avril 1790 il y est professeur de seconde. François de La Place épouse en 1792 une demoiselle Dalliez, dont le père est chirurgien de quartier de Louis XVI et Louis XVIII. Il devient le 12 décembre 1793 professeur de grec et de latin à Louis-le-Grand (le comité d'instruction publique a pris en charge ce collège). Il est admis le 20 janvier 1795 comme élève-professeur de belles lettres et langues anciennes à l'école normale de Paris puis devient en 1796 professeur à l'école centrale de la Seine.Le 28 février 1802, il devient professeur de langues à l'école du Panthéon, succédant à Mahérault, puis accède à la charge de professeur de belles-lettres à l'école du Panthéon, devenu lycée Napoléon le 25 septembre 1804. Il est ensuite professeur de rhétorique dans cette même école à partir du 10 octobre 1809. Il a également été nommé quelques mois auparavant adjoint de Gueroult jeune, professeur d'éloquence latine à la faculté des lettres de Paris puis lui succède à ce poste le 25 décembre 1810. Il le gardera jusqu'à sa mort en 1823. De 1811 à 1823, il participe à de nombreuses soutenances de thèses de doctorat ès lettres, en qualité de membre du jury.
Il a toujours eu le courage de promouvoir l'ordre social à travers son enseignement, à une époque où il était dangereux de le faire.

## Œuvres
- 1801 : Nouveau siècle de la Paix ou Sylve séculaire, in-8º
- Pièces fugitives, discours et poésies latines et françaises - la plupart sont imprimées

En collaboration avec François Noël
- 1804 : Conciones poeticae, ou discours choisis des poètes latins anciens, avec des arguments latins, des analyses en français, la meilleure traduction ou imitation en vers d’un certain nombre de ces discours, et des modèles d’exercice de Rollin, La Rue, Binet, etc. ; Paris, 1804, réimprimé en 1819, in-12 ; recueil utile, qui fut adopté par l’université à l’usage des classes de seconde et de rhétorique ;
- 1804 : Leçons françaises de littérature et de morale, Paris, 2 vol. in-8º ; 27e édit., 1847, 2 vol. in-8º. C’est un choix, assez mal fait, en prose et en vers, des meilleurs morceaux de la langue française dans la littérature des deux derniers siècles, avec des préceptes de genres et des modèles d’exercices. Ce recueil, dont l’idée a été avec raison revendiquée en faveur de l’abbé de Levizac, fut loué sans restriction par Dussault et d’autres critiques, et devint le plus populaire des ouvrages de Noël ; pendant près d’un demi-siècle le succès en a été aussi grand dans le monde que dans les collèges[1]. Plusieurs morceaux ont été retirés des éditions publiées post-Restauration, et les éditions précédentes ainsi que celles faites en Belgique sont en conséquence plus recherchées.
- 1808 : Leçons latines de littérature et de morale (2 vol. in-8º ; 3 éditions : 1808, 1816, 1819)
- 1810 : Manuel du rhétoricien, ou choix de discours de Bossuet, Fléchier, Massillon, etc. ; Paris, 1810, in-12
- 1818 : Leçons latines modernes de littérature et de morale (1818, 2 vol. in-8º)
- 1825 : Leçons grecques (1825 - publication post-mortem, 2 vol. in-8º)

Manuscrits
- La littérature de la Bible
- Traduction du traité de Oratore de Cicéron
- Traduction de Quintilien.